# Răzvan Lucescu
Răzvan Lucescu (17 de febrero de 1969, Bucarest, Rumania). Es un exfutbolista profesional rumano; y actualmente es entrenador del PAOK Salónica. Es el hijo del también entrenador Mircea Lucescu.

## Biografía

### Como jugador
La carrera profesional de Răzvan no ha sido del todo exitosa, ya que ha jugado en cinco clubes locales en sus casi veinte años de trayectoria (Rapid Bucarest, FC Sportul Studențesc, FC Național București, hoy conocido como Progresul București, el FCM Bacău y el FC Brașov), de los cuales solo en la temporada 2002-03 ganó su primera y única liga como jugador, militando en las filas del Rapid Bucarest.

### Como entrenador
Comenzó su carrera de entrenador en el FC Brașov, en el cual solo pudo entrenarlo por la mitad de la temporada. En 2004 firmó con el Rapid Bucarest, consiguiendo dos copas rumanas con el equipo ferroviario. También consiguió clasificar al Rapid en los cuartos de final de la Copa de la UEFA, donde fue eliminado por el equipo rumano Steaua Bucarest.
Con el Brașov en 2008 ganó la segunda división, y entrenó en la Liga I hasta que en abril de 2009 fue escogido para entrenar a la selección rumana, sustituyendo a Victor Pițurcă, por los malos resultados en las clasificatorias europeas rumbo al Mundial de Sudáfrica 2010.
Continuó bajo el mando técnico del combinado rumano durante la Clasificación para la Eurocopa 2012, dejando el cargo el 5 de junio de 2011, luego de una victoria sobre Bosnia-Herzegovina. Al día siguiente firmó por el Rapid București. Tras finalizar en cuarta posición en la Liga I con el Rapid en 2011-12, Lucescu firmó por El Jaish de la primera división catarí.

## Estadísticas como entrenador de fútbol

### Clubes
| Equipo                      | Div.         | Temporada    | Liga  | Liga | Liga | Liga | Liga |       | Copa | Copa | Copa | Copa  |    | Internacional | Internacional | Internacional | Internacional | Internacional |   | Otros | Otros | Otros | Otros |     | Totales     | Totales | Totales | Totales | Totales | Totales | Totales | Totales |
| Equipo                      | Div.         | Temporada    | Part. | G    | E    | P    | Pos. | Part. | G    | E    | P    | Part. | G  | E             | P             | Pos.          | Part.         | G             | E | P     | Part. | G     | E     | P   | Rendimiento | GF      | GC      | Dif.    |         |         |         |         |
| --------------------------- | ------------ | ------------ | ----- | ---- | ---- | ---- | ---- | ----- | ---- | ---- | ---- | ----- | -- | ------------- | ------------- | ------------- | ------------- | ------------- | - | ----- | ----- | ----- | ----- | --- | ----------- | ------- | ------- | ------- | ------- | ------- | ------- | ------- |
| Brașov · Rumania            | 1.ª          | 2003-04      | 15    | 5    | 3    | 7    | 11.º | -     | -    | -    | -    | -     | -  | -             | -             | -             | -             | -             | - | -     | 15    | 5     | 3     | 7   | 40%         | 20      | 15      | +5      |         |         |         |         |
| Rapid Bucarest · Rumania    | 1.ª          | 2004-05      | 30    | 16   | 9    | 5    | 3.º  | 1     | 0    | 0    | 1    | -     | -  | -             | -             | -             | -             | -             | - | -     | 31    | 16    | 9     | 6   | 61.29%      | 51      | 28      | +23     |         |         |         |         |
| Rapid Bucarest · Rumania    | 1.ª          | 2005-06      | 30    | 17   | 8    | 5    | 2.º  | 6     | 5    | 1    | 0    | 16    | 10 | 4             | 2             | 1/4           | -             | -             | - | -     | 52    | 32    | 13    | 7   | 69.87%      | 88      | 37      | +51     |         |         |         |         |
| Rapid Bucarest · Rumania    | 1.ª          | 2006-07      | 34    | 16   | 11   | 7    | 4.º  | 5     | 5    | 0    | 0    | 10    | 5  | 4             | 1             | FG            | 1             | 0             | 0 | 1     | 50    | 26    | 15    | 9   | 62%         | 88      | 45      | +43     |         |         |         |         |
| Brașov · Rumania            | 2.ª          | 2007-08      | 34    | 24   | 6    | 4    | 1.º  | 3     | 1    | 1    | 1    | -     | -  | -             | -             | -             | -             | -             | - | -     | 37    | 25    | 7     | 5   | 73.88%      | 85      | 27      | +58     |         |         |         |         |
| Brașov · Rumania            | 1.ª          | 2008-09      | 34    | 14   | 13   | 7    | 9.º  | 2     | 1    | 1    | 0    | -     | -  | -             | -             | -             | -             | -             | - | -     | 36    | 15    | 14    | 7   | 54.63%      | 36      | 25      | +11     |         |         |         |         |
| Brașov · Rumania            | Total        | Total        | 83    | 43   | 22   | 18   | -    | 5     | 2    | 2    | 1    | -     | -  | -             | -             | -             | -             | -             | - | -     | 88    | 45    | 24    | 19  | 60.23%      | 141     | 67      | +74     |         |         |         |         |
| Rapid Bucarest · Rumania    | 1.ª          | 2011-12      | 34    | 18   | 10   | 6    | 4.º  | 6     | 5    | 0    | 1    | 8     | 2  | 1             | 5             | FG            | -             | -             | - | -     | 48    | 25    | 11    | 12  | 59.72%      | 78      | 47      | +31     |         |         |         |         |
| Rapid Bucarest · Rumania    | Total        | Total        | 128   | 67   | 38   | 23   | -    | 18    | 15   | 1    | 2    | 34    | 17 | 9             | 8             | -             | 1             | 0             | 0 | 1     | 181   | 99    | 48    | 34  | 63.54%      | 305     | 157     | +148    |         |         |         |         |
| El Jaish Catar              | 1.ª          | 2012-13      | 22    | 13   | 1    | 8    | 3.º  | 10    | 7    | 1    | 2    | 8     | 3  | 3             | 2             | 1/8           | 4             | 3             | 0 | 1     | 44    | 26    | 5     | 13  | 62.88%      | 71      | 44      | +27     |         |         |         |         |
| El Jaish Catar              | 1.ª          | 2013-14      | 15    | 7    | 3    | 5    | Inc. | 4     | 3    | 1    | 0    | -     | -  | -             | -             | -             | 5             | 3             | 0 | 2     | 24    | 13    | 4     | 7   | 59.73%      | 41      | 23      | +18     |         |         |         |         |
| El Jaish Catar              | Total        | Total        | 37    | 20   | 4    | 13   | -    | 14    | 10   | 2    | 2    | 8     | 3  | 3             | 2             | -             | 9             | 6             | 0 | 3     | 68    | 39    | 9     | 20  | 61.76%      | 112     | 67      | +45     |         |         |         |         |
| Petrolul Ploiești · Rumania | 1.ª          | 2013-14      | 12    | 6    | 5    | 1    | 3.º  | 2     | 0    | 1    | 1    | -     | -  | -             | -             | -             | -             | -             | - | -     | 14    | 6     | 6     | 2   | 57.15%      | 22      | 10      | +12     |         |         |         |         |
| Petrolul Ploiești · Rumania | 1.ª          | 2014-15      | 7     | 4    | 2    | 1    | Inc. | 1     | 0    | 0    | 1    | 6     | 3  | 1             | 2             | 4.ªR          | -             | -             | - | -     | 14    | 7     | 3     | 4   | 57.14%      | 26      | 14      | +12     |         |         |         |         |
| Petrolul Ploiești · Rumania | Total        | Total        | 19    | 10   | 7    | 2    | -    | 3     | 0    | 1    | 2    | 6     | 3  | 1             | 2             | -             | -             | -             | - | -     | 28    | 13    | 9     | 6   | 57.14%      | 48      | 24      | +24     |         |         |         |         |
| Skoda Xanthi · Grecia       | 1.ª          | 2014-15      | 29    | 10   | 9    | 10   | 8.º  | 10    | 5    | 3    | 2    | -     | -  | -             | -             | -             | -             | -             | - | -     | 39    | 15    | 12    | 12  | 48.72%      | 49      | 43      | +6      |         |         |         |         |
| Skoda Xanthi · Grecia       | 1.ª          | 2015-16      | 30    | 6    | 15   | 9    | 13.º | 3     | 1    | 0    | 2    | -     | -  | -             | -             | -             | -             | -             | - | -     | 33    | 7     | 15    | 11  | 36.36%      | 32      | 34      | -2      |         |         |         |         |
| Skoda Xanthi · Grecia       | 1.ª          | 2016-17      | 30    | 13   | 9    | 8    | 6.º  | 7     | 3    | 1    | 3    | -     | -  | -             | -             | -             | -             | -             | - | -     | 37    | 16    | 10    | 11  | 52.25%      | 42      | 32      | +10     |         |         |         |         |
| Skoda Xanthi · Grecia       | Total        | Total        | 89    | 29   | 33   | 27   | -    | 20    | 9    | 4    | 7    | -     | -  | -             | -             | -             | -             | -             | - | -     | 109   | 38    | 37    | 34  | 46.17%      | 123     | 109     | +14     |         |         |         |         |
| PAOK Salónica · Grecia      | 1.ª          | 2017-18      | 30    | 21   | 4    | 5    | 2.º  | 10    | 10   | 0    | 0    | 2     | 1  | 0             | 1             | 4.ªR          | -             | -             | - | -     | 42    | 32    | 4     | 6   | 79.36%      | 90      | 25      | +65     |         |         |         |         |
| PAOK Salónica · Grecia      | 1.ª          | 2018-19      | 30    | 26   | 4    | 0    | 1.º  | 10    | 6    | 2    | 2    | 12    | 4  | 2             | 6             | FG            | -             | -             | - | -     | 52    | 36    | 8     | 8   | 74.36%      | 104     | 42      | +62     |         |         |         |         |
| Al-Hilal Arabia Saudita     | 1.ª          | 2018-19      | -     | -    | -    | -    | -    | -     | -    | -    | -    | 8     | 5  | 1             | 2             | 1.º           | -             | -             | - | -     | 8     | 5     | 1     | 2   | 66.67%      | 16      | 9       | +7      |         |         |         |         |
| Al-Hilal Arabia Saudita     | 1.ª          | 2019-20      | 30    | 22   | 6    | 2    | 1.º  | 6     | 5    | 1    | 0    | 5     | 3  | 2             | 0             | Null          | 3             | 1             | 1 | 1     | 44    | 31    | 10    | 3   | 78.03%      | 100     | 40      | +60     |         |         |         |         |
| Al-Hilal Arabia Saudita     | 1.ª          | 2020-21      | 18    | 9    | 6    | 3    | Inc. | 1     | 0    | 0    | 1    | -     | -  | -             | -             | -             | 1             | 0             | 0 | 1     | 20    | 9     | 6     | 5   | 55%         | 30      | 18      | +12     |         |         |         |         |
| Al-Hilal Arabia Saudita     | Total        | Total        | 48    | 31   | 12   | 5    | -    | 7     | 5    | 1    | 1    | 13    | 8  | 3             | 2             | -             | 4             | 1             | 1 | 2     | 72    | 45    | 17    | 10  | 70.37%      | 146     | 67      | +79     |         |         |         |         |
| PAOK Salónica · Grecia      | 1.ª          | 2021-22      | 36    | 19   | 7    | 10   | 2.º  | 7     | 2    | 4    | 1    | 16    | 8  | 3             | 5             | 1/4           | -             | -             | - | -     | 59    | 29    | 14    | 16  | 57.06%      | 85      | 51      | +34     |         |         |         |         |
| PAOK Salónica · Grecia      | 1.ª          | 2022-23      | 36    | 19   | 10   | 7    | 4.º  | 7     | 4    | 2    | 1    | 2     | 0  | 1             | 1             | 2.ªR          | -             | -             | - | -     | 45    | 23    | 13    | 9   | 60.74%      | 71      | 50      | +21     |         |         |         |         |
| PAOK Salónica · Grecia      | 1.ª          | 2023-24      | 36    | 25   | 5    | 6    | 1.º  | 6     | 5    | 0    | 1    | 16    | 10 | 3             | 3             | 1/4           | -             | -             | - | -     | 58    | 40    | 8     | 10  | 73.57%      | 135     | 54      | +81     |         |         |         |         |
| PAOK Salónica · Grecia      | 1.ª          | 2024-25      | 32    | 18   | 4    | 10   | 3.º  | 4     | 2    | 1    | 1    | 16    | 7  | 2             | 7             | 1/16          | -             | -             | - | -     | 52    | 27    | 7     | 18  | 56.41%      | 101     | 62      | +39     |         |         |         |         |
| PAOK Salónica · Grecia      | 1.ª          | 2025-26      | 0     | 0    | 0    | 0    | -    | 0     | 0    | 0    | 0    | 2     | 1  | 1             | 0             | -             | -             | -             | - | -     | 2     | 1     | 1     | 0   | 66.67%      | 1       | 0       | +1      |         |         |         |         |
| PAOK Salónica · Grecia      | Total        | Total        | 200   | 128  | 34   | 38   | -    | 44    | 29   | 9    | 6    | 66    | 31 | 12            | 23            | -             | -             | -             | - | -     | 310   | 188   | 55    | 67  | 66.56%      | 587     | 284     | +303    |         |         |         |         |
| Total clubes                | Total clubes | Total clubes | 604   | 328  | 150  | 126  | -    | 111   | 70   | 20   | 21   | 127   | 62 | 28            | 37            | -             | 14            | 7             | 1 | 6     | 856   | 467   | 199   | 190 | 62.31%      | 1462    | 775     | +687    |         |         |         |         |
| 1. 2. 3.                    |              |              |       |      |      |      |      |       |      |      |      |       |    |               |               |               |               |               |   |       |       |       |       |     |             |         |         |         |         |         |         |         |

### Selección
| Rumania             | 2009                | -   | -   | -   | -   | - | 5   | 2  | 2  | 1  | -   | -  | -  | -  | - | 2  | 2  | 0 | 0  | 7   | 4   | 2   | 1   | 66.66% | 8    | 8   | +0   |
| Rumania             | 2010                | -   | -   | -   | -   | - | 3   | 0  | 2  | 1  | -   | -  | -  | -  | - | 6  | 1  | 1 | 4  | 9   | 1   | 3   | 5   | 22.22% | 8    | 12  | -4   |
| Rumania             | 2011                | -   | -   | -   | -   | - | 3   | 2  | 0  | 1  | -   | -  | -  | -  | - | 2  | 0  | 2 | 0  | 5   | 2   | 2   | 1   | 53.33% | 9    | 6   | +3   |
| Total selección     | Total selección     | -   | -   | -   | -   | - | 11  | 4  | 4  | 3  | -   | -  | -  | -  | - | 10 | 3  | 3 | 4  | 21  | 7   | 7   | 7   | 44.44% | 25   | 26  | -1   |
| Total en su carrera | Total en su carrera | 604 | 328 | 150 | 126 | - | 122 | 74 | 24 | 24 | 127 | 62 | 28 | 37 | - | 24 | 10 | 4 | 10 | 877 | 474 | 206 | 197 | 61.88% | 1487 | 801 | +686 |

### Resumen por competiciones
| Competición                         | Partidos | Ganados | Empatados | Perdidos | %      | Resultado        |
| Clubes                              | Clubes   | Clubes  | Clubes    | Clubes   | Clubes | Clubes           |
| ----------------------------------- | -------- | ------- | --------- | -------- | ------ | ---------------- |
| Liga II                             | 34       | 24      | 6         | 4        | 76.47% | Campeón          |
| Liga I                              | 196      | 96      | 61        | 39       | 59.35% | Subcampeón       |
| Copa de Rumania                     | 26       | 17      | 4         | 5        | 70.51% | Campeón          |
| Supercopa de Rumania                | 1        | 0       | 0         | 1        | 0%     | Subcampeón       |
| Liga de fútbol de Catar             | 37       | 20      | 4         | 13       | 57.65% | 3.er lugar       |
| Copa del Emir de Catar              | 2        | 1       | 1         | 0        | 66.67% | Semifinales      |
| Copa Príncipe de la Corona de Catar | 1        | 0       | 0         | 1        | 0%     | Subcampeón       |
| Copa de las Estrellas de Catar      | 11       | 9       | 1         | 1        | 84.85% | Campeón          |
| Copa del Jeque Jassem               | 9        | 6       | 0         | 3        | 66.67% | Semifinales      |
| Superliga de Grecia                 | 289      | 157     | 67        | 65       | 62.06% | Campeón          |
| Copa de Grecia                      | 64       | 38      | 13        | 13       | 66.15% | Campeón          |
| Liga Profesional Saudí              | 48       | 31      | 12        | 5        | 72.91% | Campeón          |
| Copa del Rey de Campeones           | 7        | 5       | 1         | 1        | 76.19% | Campeón          |
| Supercopa de Arabia Saudita         | 1        | 0       | 0         | 1        | 0%     | Subcampeón       |
| Liga de Campeones de la UEFA        | 10       | 5       | 3         | 2        | 60%    | Octavos de final |
| Liga Europa de la UEFA              | 62       | 28      | 12        | 22       | 51.61% | Cuartos de final |
| Liga Europa Conferencia de la UEFA  | 33       | 17      | 7         | 9        | 58.59% | Cuartos de final |
| Liga de Campeones de la AFC         | 21       | 11      | 6         | 4        | 61.9%  | Campeón          |
| Mundial de Clubes de la FIFA        | 3        | 1       | 1         | 1        | 44.44% | 4.º lugar        |
| Total clubes                        | 856      | 467     | 199       | 190      | 62.31% | 10 Títulos       |
| Selección                           |          |         |           |          |        |                  |
| Clasificatorias Mundial             | 5        | 2       | 2         | 1        | 53.33% | 5.º lugar        |
| Clasificatorias Eurocopa            | 6        | 2       | 2         | 2        | 44.44% | 3.er lugar       |
| Amistosos                           | 10       | 3       | 3         | 4        | 40%    | +3 PG            |
| Total selección                     | 21       | 7       | 7         | 7        | 44.44% | Sin Títulos      |
| Total en su carrera                 | 877      | 474     | 206       | 197      | 61.88% | 10 Títulos       |

## Palmarés

### Como jugador

#### Campeonatos nacionales
| Título | Club            | País    | Año  |
| ------ | --------------- | ------- | ---- |
| Liga I | Rapid București | Rumania | 2003 |

### Como entrenador

#### Campeonatos nacionales
| Título                         | Club            | País           | Año  |
| ------------------------------ | --------------- | -------------- | ---- |
| Copa de Rumania                | Rapid București | Rumania        | 2006 |
| Copa de Rumania                | Rapid București | Rumania        | 2007 |
| Copa de las Estrellas de Catar | El Jaish        | Catar          | 2013 |
| Copa de Grecia                 | PAOK Salónica   | Grecia         | 2018 |
| Superliga de Grecia            | PAOK Salónica   | Grecia         | 2019 |
| Copa de Grecia                 | PAOK Salónica   | Grecia         | 2019 |
| Liga Profesional Saudí         | Al-Hilal        | Arabia Saudita | 2020 |
| Copa del Rey de Campeones      | Al-Hilal        | Arabia Saudita | 2020 |
| Superliga de Grecia            | PAOK Salónica   | Grecia         | 2024 |

#### Copas internacionales
| Título                      | Club     | Ciudad  | Año  |
| --------------------------- | -------- | ------- | ---- |
| Liga de Campeones de la AFC | Al-Hilal | Saitama | 2019 |

### Distinciones individuales
| Distinción                    | Año               |
| ----------------------------- | ----------------- |
| Entrenador del año en Rumania | 2018, 2019 y 2020 |
| Entrenador del año en Grecia  | 2019 y 2024       |